# Quadraro
Quadraro è la zona urbanistica 6C del Municipio V di Roma Capitale. Si estende sul quartiere Q. VIII Tuscolano.

## Geografia fisica

### Territorio
È disposta a cuneo fra via Casilina a nord, fino a via Orazio Pierozzi, e via del Mandrione a sud-ovest, fino alla Porta Furba.
La zona confina:
- a nord con le zone urbanistiche 6A Torpignattara e 6B Casilino
- a est con le zone urbanistiche 7G Centro Direzionale Centocelle e 10A Don Bosco
- a sud con la zona urbanistica 10B Appio Claudio
- a ovest con la zona urbanistica 9B Tuscolano Sud

## Storia

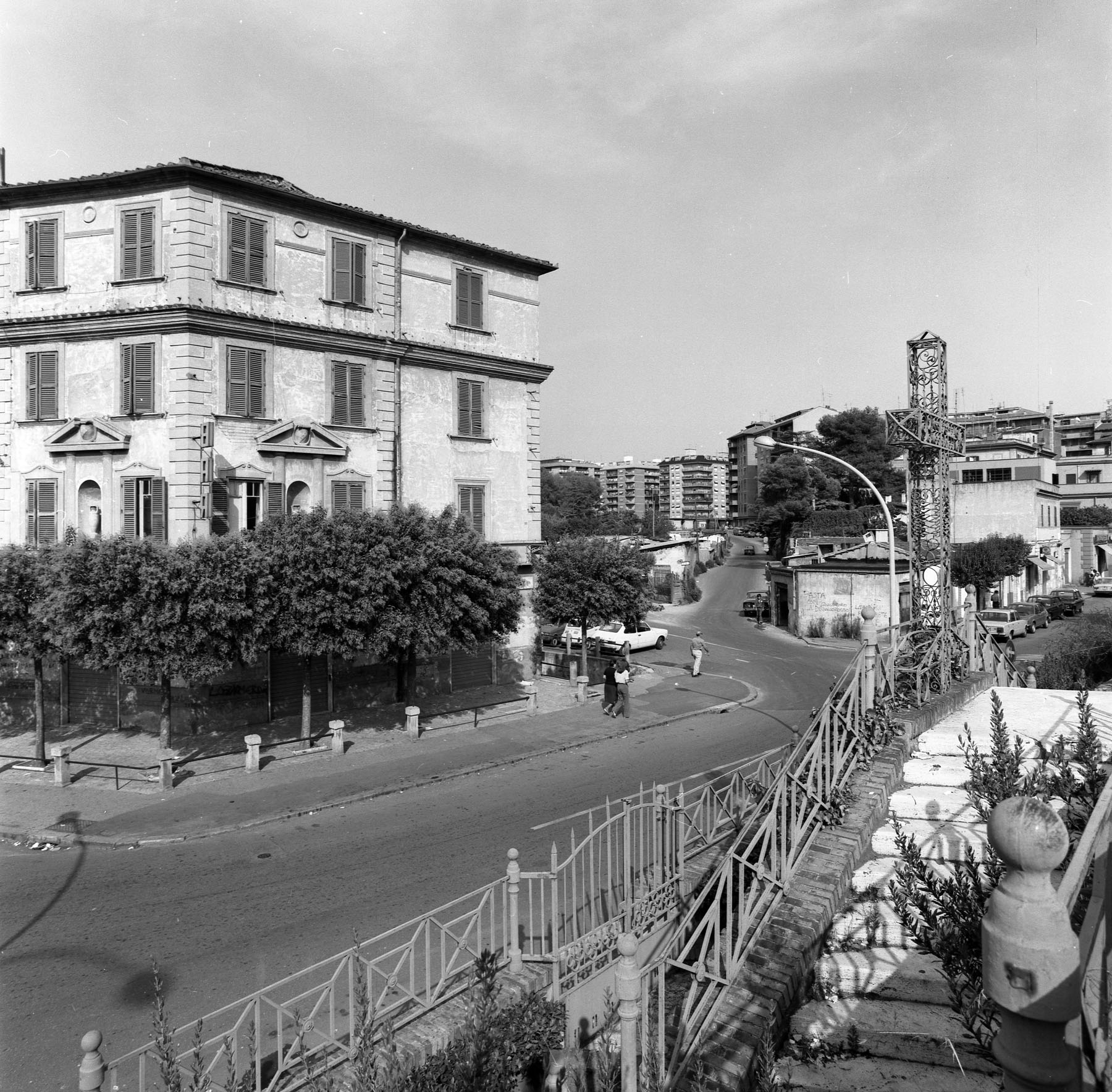
Via dei Lentuli nel 1982.

Le fonti conservate all'Archivio di Stato di Roma (per l'esattezza il Catasto Alessandrino) parlano di Quadraro già dal 1600, ma esso si riferiva genericamente alla zona che dalla Porta Furba si estendeva verso i Castelli Romani. In seguito, verso gli anni dieci - venti, iniziò la sua costruzione per come ancora oggi lo si può osservare.
Con il toponimo Quadraro (derivazione del lemma in latino Guadralis) si indicava, fino agli anni trenta circa, tutta la zona a sud-est di Roma che va da Porta Furba agli attuali stabilimenti di Cinecittà.
Originariamente il toponimo si riferiva a un'antica tenuta di proprietà dei monaci dell'abbazia di Sant'Alessio all'Aventino, che l'avevano concessa in enfiteusi ad un certo Guatralis, dal quale, per corruzione, è disceso il nome Quadraro.
Dopo la costruzione degli stabilimenti cinematografici la zona venne sempre più frequentemente indicata con il termine "Cinecittà", e così il quartiere che sorse attorno.
Con il toponimo Quadraro si indica oggi l'area dove sorge l'insediamento urbano più antico della zona, circoscritto dalle vie Tuscolana, Casilina e di Centocelle. Questo insediamento risale all'inizio del '900 ed era una lottizzazione piuttosto ben progettata che aveva prodotto una struttura urbanistica basata su villini di due, o al massimo tre, piani con attorno un'area verde di 2.000-2.500 m² circa. Assimilabile alla zona dei villini del Pigneto, anche se di natura più spontanea ed a quest'ultimo, precedente.
Negli anni precedenti la seconda guerra mondiale, il Quadraro vide un'importante crescita. Considerato dal Governatorato di forte importanza per lo sviluppo della città verso i Castelli Romani, al Quadraro vennero realizzati due cinema, l'ufficio postale, la casa del fascio, un istituto per ciechi. Erano presenti inoltre molte osterie e trattorie spesso frequentate dagli attori e dalle maestranze della nuova città del cinema.

### Il rastrellamento del Quadraro

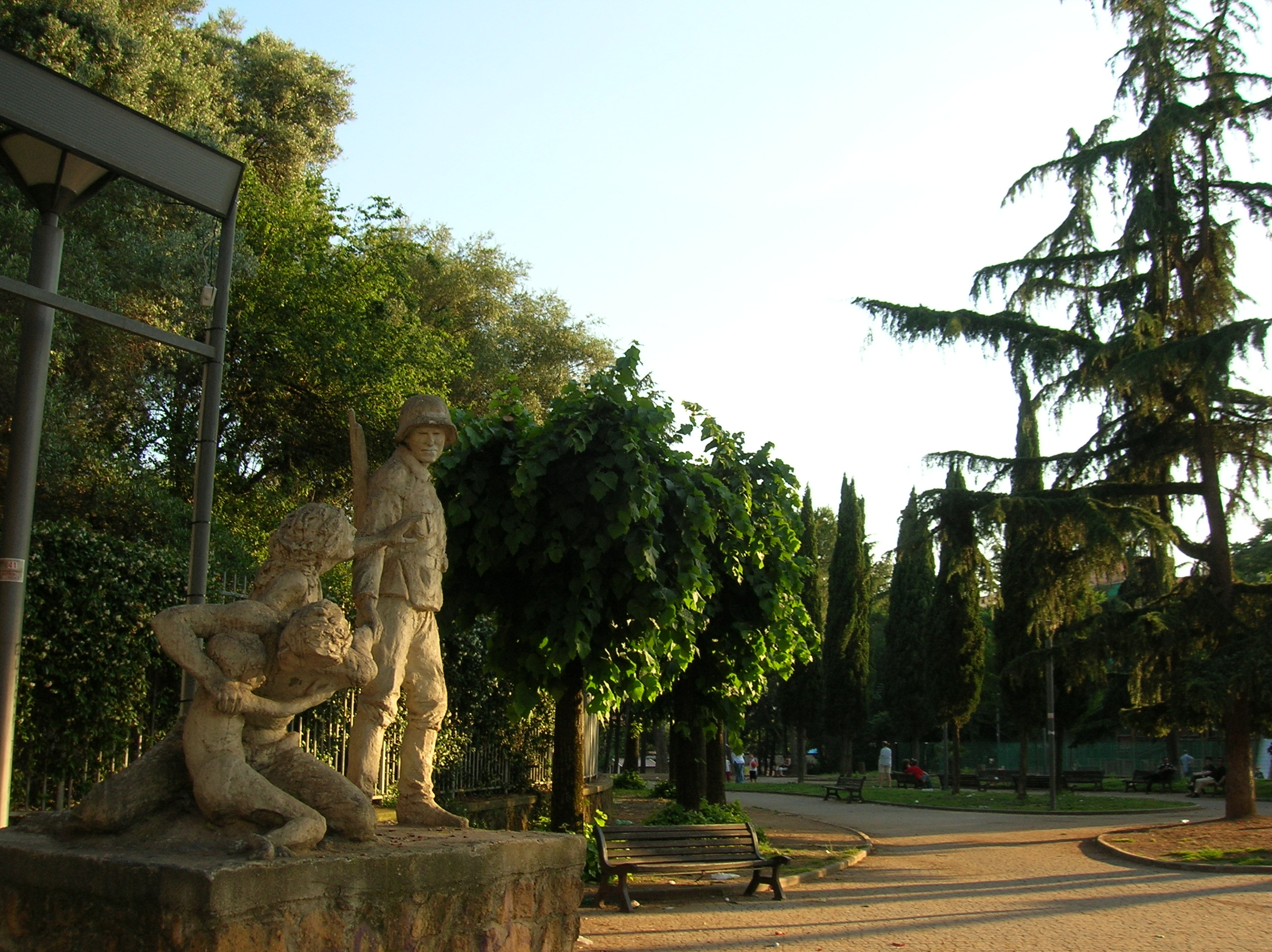
Il monumento ai caduti nel Parco XVII Aprile 1944 (ex giardino di Monte del Grano).

Il quartiere era definito "nido di vespe" dai tedeschi, a causa del disprezzo verso tedeschi e fascisti nella zona, abitata da fasce di popolazione povera e da sfollati delle zone del fronte. Era tanto antifascista che si diceva che, per sfuggire dai tedeschi, "o vai al Vaticano o al Quadraro". Il seguente rastrellamento non fu che il modo per liberare la zona sud-orientale di Roma dalle masse comuniste, per facilitare l'eventuale ritirata tedesca. Il 17 aprile 1944 l'esercito tedesco rastrellò per rappresaglia il quartiere e oltre 900 uomini furono deportati in Germania. Alla fine del conflitto solo la metà di questi fece ritorno a casa.
Negli ultimi mesi della guerra il Quadraro fu meta di moltissimi immigrati dalle città bombardate come Cassino e di sfollati dalla Roma più centrale, obiettivo dell'assalto degli alleati.
Questo comportò il sorgere di case e casette, il più delle volte costruite con mezzi di fortuna, che riempirono i lotti non ancora edificati e molti spazi dei giardini e degli orti, dando al Quadraro un aspetto più di "borgata" che di quartiere. Questo processo di edificazione spontanea ebbe poi il suo apice negli anni dopo la guerra fino agli anni sessanta e in misura minore, settanta. Attualmente il Quadraro sta vivendo un periodo di recupero e rivalutazione dei suoi aspetti storici e urbanistici. È stato definito un "paese nella città".

### Onorificenze
Il 17 aprile 2004, al quartiere Quadraro viene assegnata la medaglia d'oro al merito civile.

## Monumenti e luoghi d'interesse

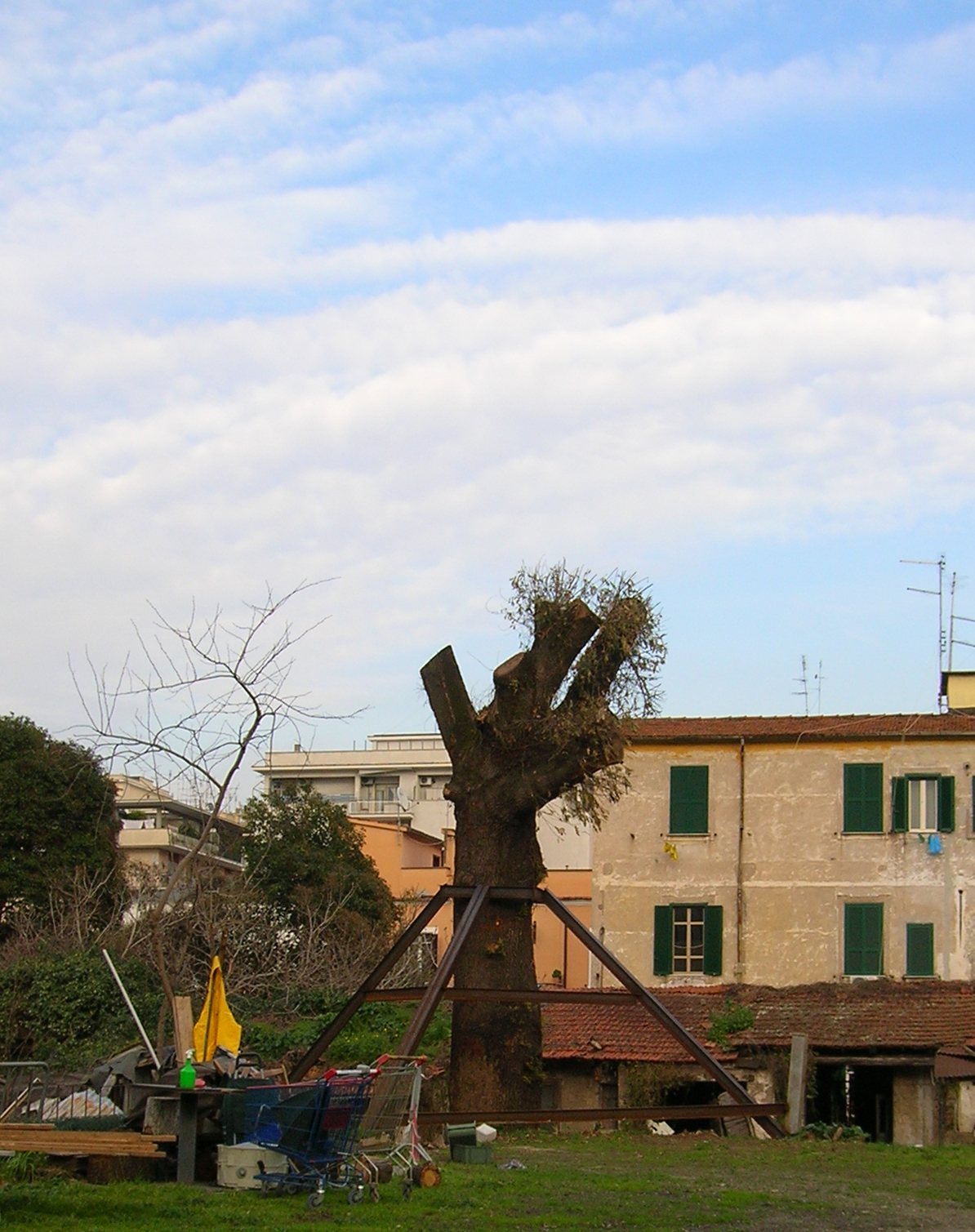
La Quercia del Quadraro rimessa in sito dopo la mobilitazione.

### Architetture civili
- Torre del Quadraro, su piazza dei Consoli. Torre del XII-XIII secolo.
- Porta Furba, arco dell'acquedotto Felice del XVI secolo (1585).
- Fontana di Clemente XII, su via Tuscolana. Fontana del XVI secolo. 41.866875°N 12.542036°E

Realizzata nel 1585 da papa Sisto V contemporaneamente all'acquedotto Felice, fu fatta restaurare ed ampliare nel 1733 da papa Clemente XII.
Funghaie sotterranee
Metropolitana di Mussolini , mai completata 
Fabbrica della Chinotto Neri 

### Architetture religiose
- Chiesa di Santa Maria del Buon Consiglio a Porta Furba, su via Tuscolana. Chiesa del XX secolo (1916).
- Chiesa di San Giuseppe Cafasso, su via Camillo Manfroni. Chiesa del XX secolo (1968).

### Siti archeologici
- Acquedotto Felice
- Mausoleo di Monte del Grano, su piazza dei Tribuni. Sepolcro del III secolo.

### Aree naturali
- Giardino di Monte del Grano, da via del Monte del Grano. 41.865483°N 12.549043°E

Internamente al giardino si trova un monumento in ricordo del rastrellamento del Quadraro del 17 aprile 1944.
- Giardino Alberto Cianca, compreso tra viale Palmiro Togliatti, via Quinto Publicio e via Umberto Quintavalle. 41.855697°N 12.571768°E

### Altro

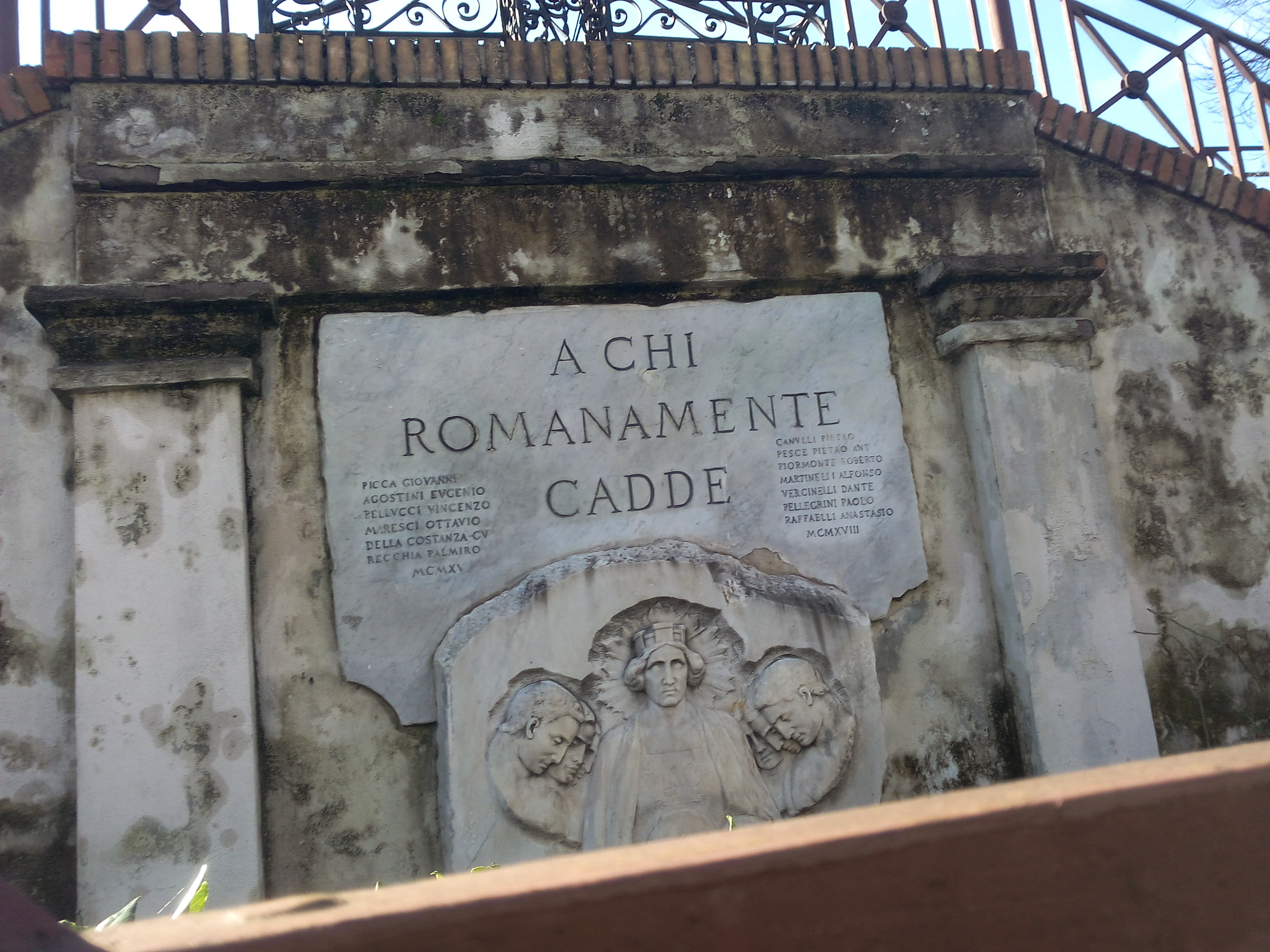
A chi romanamente cadde

- Monumento ai caduti del Quadraro nella Grande Guerra, su via dei Lentuli e largo dei Quintili. 41.864266°N 12.547055°E

Lapide in marmo riportante il simbolo dell'Italia e tredici nomi dei caduti con la scritta "A CHI ROMANAMENTE CADDE 1915-1918". Sopra la lapide una croce in ferro battuto.
- Quercia del Quadraro, una farnia di 400 anni.

Tra gli alberi più antichi di Roma, cadde il 29 marzo 2009. È stata salvata grazie all'interessamento dei cittadini del quartiere.
- Sono attivi due spazi espositivi dedicati all'arte contemporanea, visitabili gratuitamente: Spazio Y, esistente dal 2014 e ubicato in via dei Quintili 144, e Casa Vuota, aperta nel 2017 e situata in via Maia 12.
- Muro Street Art[9]
- Biblioteca interculturale cittadini del mondo[10]

## Suddivisioni storiche

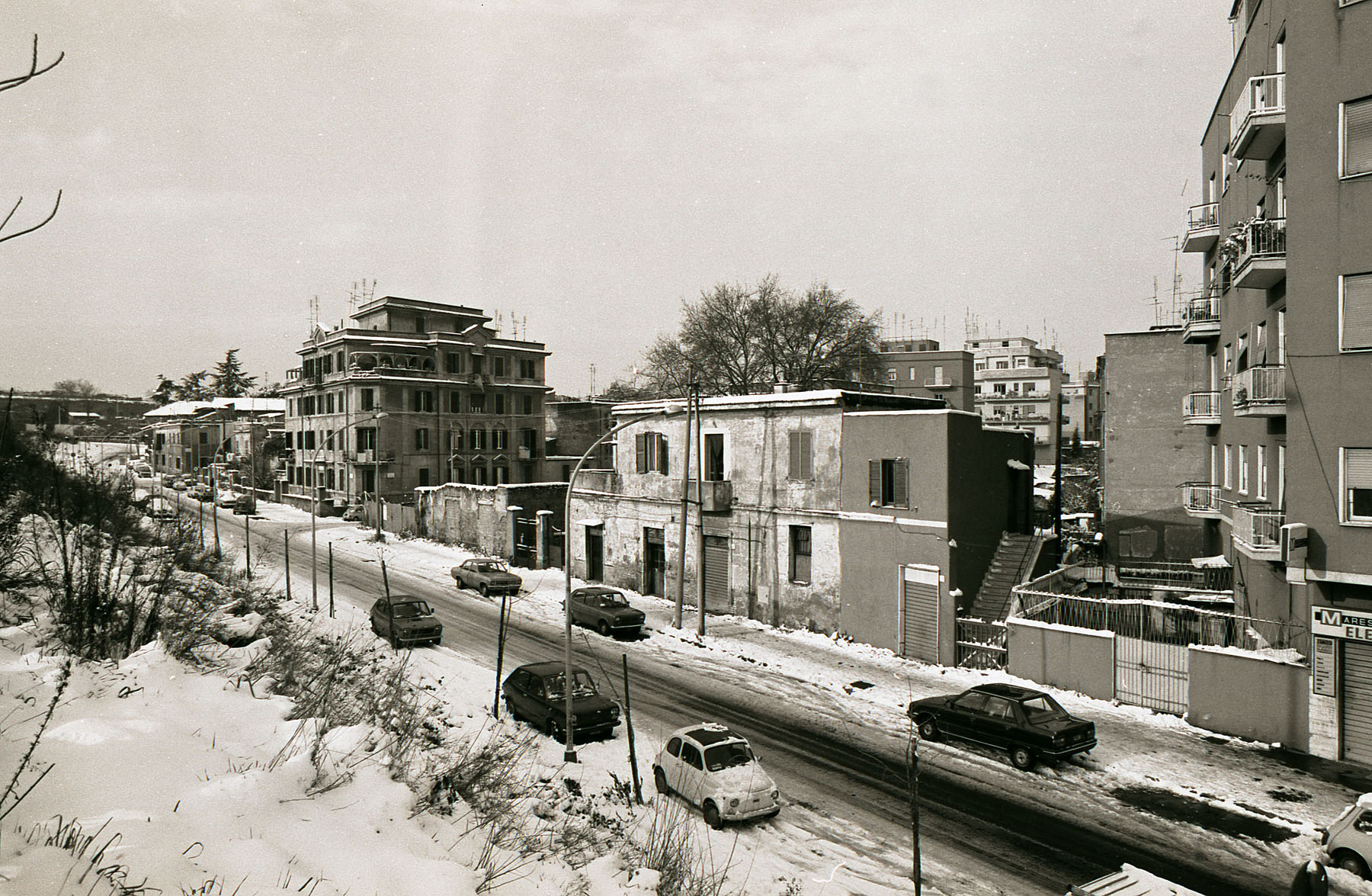
Il Quadraro e la nevicata del 6 gennaio 1985

Le 4 suddivisioni del Quadraro sono attraversate da Via Tuscolana, che nell'area nord-est conta il Quadraro Vecchio ed il Quadraro Nuovo, ed a sud-ovest il Quadraretto e Cecafumo.
- Quadraro Vecchio: si trova immediatamente a sinistra della Via Tuscolana, scendendo dalla fermata della metropolitana di Porta Furba (Linea A, presso l'omonimo monumento); i suoi confini sono: via degli Angeli, via di Centocelle, parco Monte del Grano, via Tuscolana e l'ex sanatorio Ramazzini.[11] L'arteria stradale centrale è Via dei Quintili.
- Quadraretto: immediatamente a destra scendendo dalla fermata della metropolitana di Porta Furba, tra via Tuscolana e la ferrovia (Roma-Napoli, via Cassino e via Formia), ad est del parco di Tor Fiscale. Il centro è Piazza del Quadraretto, mentre Via Cartagine è sul limitare di Cecafumo.
- Quadraro Nuovo: immediatamente a sinistra della Tuscolana, all'altezza della fermata della metropolitana Numidio Quadrato, limitata ad est dal quartiere Don Bosco, e a nord dal Parco archeologico di Centocelle, su cui sorge l'ex aeroporto omonimo. Le vie principali, che s'incrociano al centro della zona, sono Viale dei Consoli e Via Scribonio Curione.
- Cecafumo: immediatamente a destra di Via Tuscolana, in corrispondenza della fermata della metropolitana linea A Lucio Sestio (e presso quella di Numidio Quadrato), limitata a sud dal Parco degli Acquedotti e ad ovest dalla ferrovia. Il centro è presso Largo Spartaco, e tra le vie maggiori vi sono Via Sagunto e Via del Quadraro. A sud-ovest, presso il limite della ferrovia, sorge la zona dell'INA Casa 49, comunemente nota come "49", ufficialmente "Unità di Abitazione Orizzontale" di Adalberto Libera.[12][13]

## Collegamenti
|  | È raggiungibile dalle stazioni: Alessi, Filarete, Tor Pignattara, Berardi e Balzani. |

## Sport

### Pallacanestro
- Basket Tuscolano, che nella stagione 2019-2020 è arrivata a disputare il campionato maschile di Serie D.[14] Nella stagione 2024-2025 ha militato nella Divisione Regionale 3.

### Pallavolo
- Volley Tuscolano, che nel 2021 ha vinto il campionato di Prima Divisione Femminile e tuttora partecipante al Campionato Regionale di Serie D.

### Calcio
- Quadraro calcio[15]

### Pugilato
- Quadraro boxe[16]